# Natalia Millán

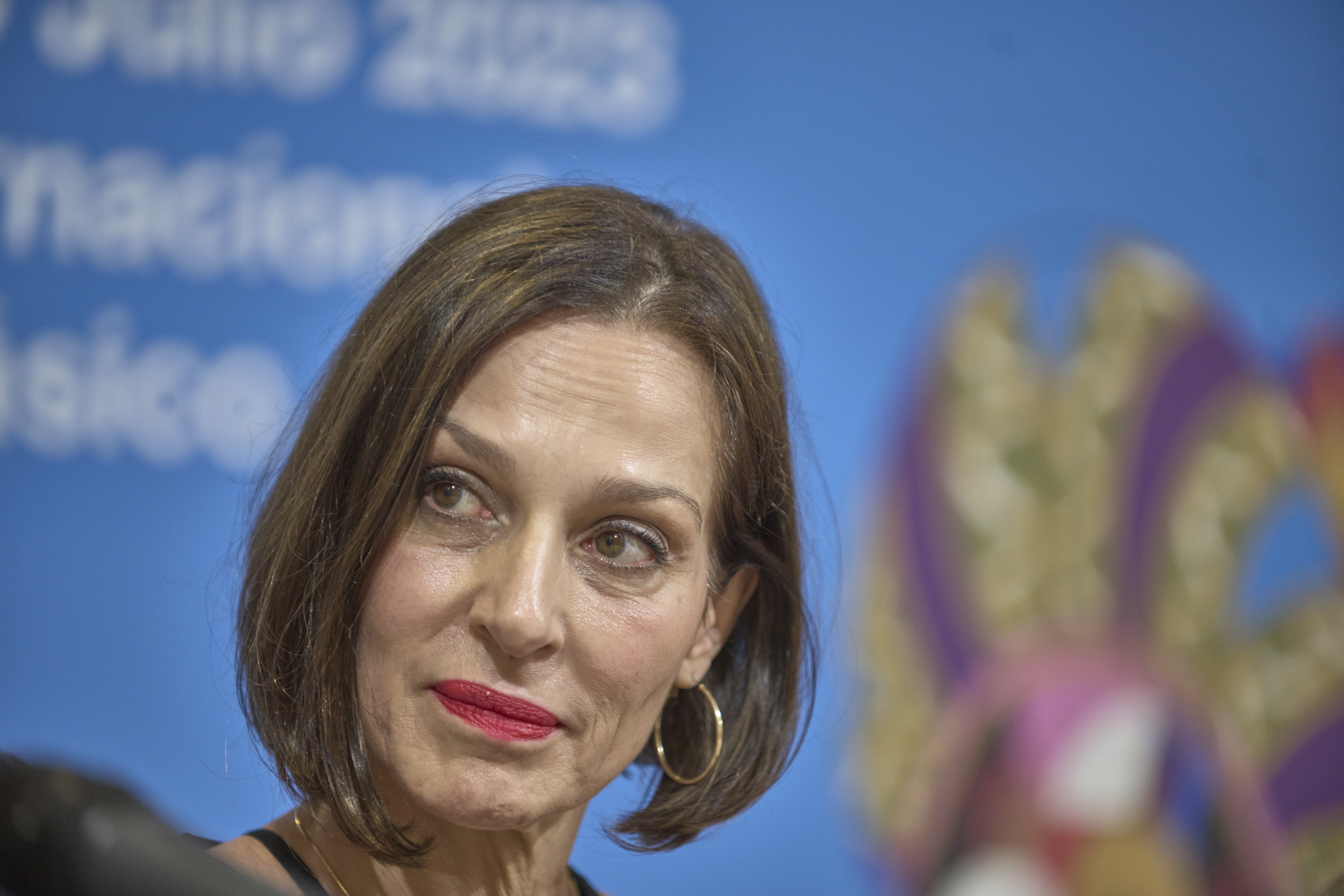
Natalia Millán

Natalia Millán (geboren am 27. November 1969 in Madrid) ist eine spanische Schauspielerin, Tänzerin und Sängerin. Dem spanischen Publikum ist sie bekannt durch zahlreiche Film- und Fernsehauftritte und durch Hauptrollen in den spanischen Fassungen der Musicals Cabaret und Billy Elliot.

## Biografie

### Die Anfänge
Im Alter von 16 Jahren begann sie ein breitgefächertes Studium der darstellenden Kunst an der Escuela Universitaria de Artes TAI. An der Schule des Nationalballetts absolvierte sie eine Tanzausbildung bei Aurora Pons, Juana Taft und Victoria Eugenia. Sie komplettierte diese bei Carmen Roche, studierte Körperausdruck bei Arnold Taraborrelli und Agustín Belús, Schauspiel bei Jorge Eines, Antonio Llopis, Luis Olmos und Gesang an der Escuela de Música creativa und an der Escuela Popular de Música.
Bereits in jugendlichem Alter hatte sie Rollen im Film, im Fernsehen und in der Musikproduktion. So spielte sie 1982 in dem Horrorfilm El Cepo eine Rolle mit ihrem eigenen Namen. Ab 1986 war an der Fernsehsendung El domingo es nuestro bei TVE. beteiligt sowie an A mi manera und Inocente, Inocente. 1987 beteiligte sie sich an Luis Eduardo Autes diskografischem Projekt Templo mit Gedichtvortrag und Gesang.

### Professionelle Karriere
Ihre professionelle Karriere auf den Bühnen Spaniens begann mit Auftritten innerhalb der Compañía Teatro de la Danza: La pasión de Drácula, Hazme de la noche un cuento und Al fin...Solos. In der Compañía Nacional de Teatro Clásico spielte sie große Rollen in La gran sultana und Fuenteovejuna von Lope de Veaga. 1996 spielte sie eine Rolle als Tänzerin und Sängerin in dem Film Tu nombre envenena mis sueños. In der Fernsehserie El súper. Historias de todos las días spielte sie von 1996 bis 1999 die Rolle der Julia Ponce und sang die Eröffnungs- und Schlussmelodie der einzelnen Folgen. 1999 tourte als Darstellerin in der Komödie La úlitma aventura durch Spanien. Im Jahr 2000 wurde sie aufgrund des Erfolgs von El súper für die Serie Policías, en el corazón de la calle als Darstellerin einer Polizistin engagiert, und 2002 für Un paso adelante. 2001 trat sie in Fernando Arrabals preisgekröntem Schauspiel El cementerio de automóviles auf.
2003 wurde sie für die weibliche Hauptrolle in dem Thriller Nubes de Verano engagiert, der 2004 in Spaniens Kinos erschien. Das gleiche Jahr brachte ihr auch die Hauptrolle in einem der international bekanntesten Musicals ein: Sie verkörperte die Sally Bowles in der spanischen Fassung vom Cabaret.
2005 spielte sie in dem Horror-Fernsehfilm Regreso a Moira von Mateo Gil. Von 2007 bis 2010 verkörperte sie die Rolle der Elsa in der Fernsehserie El Internado bei Antena 3. 2008 wurde sie Jurorin bei Tienes talento, der spanischen Version des Castingshow-Formats Got Talent. Im selben Jahr verkörperte sie auf der Theaterbühne die Rolle der Porcia in Shakespeares Komödie Der Kaufmann von Venedig und auf der Kinoleinwand die Rolle der Anastasia in dem Historienfilm Sangre de mayo. Der Film, der sich mit dem spanischen Unabhängigkeitskrieg gegen Napoleon Anfang des 19. Jahrhunderts auseinandersetzt, wurde siebenfach für die  Premios Goya nominiert. 2009 spielte sie die Hauptrolle im Musical Chicago und ein Jahr später die Solorolle in einer szenischen Adaption von Miguel Delibes’ Cinco horas con Mario. Ab 2011 trat sie in der Fernsehserie Amar en tiempos revueltos auf und 2013 in ¡Mira quién salta! bei Telecinco sowie in einigen Folgen der Serie Dreamland School bei Cuatro. Ebenfalls 2013 spielte sie die Doña Gloria in der Fernsehserie Velvet. 2014 erschien sie im Morgenprogramm Hable con ellas bei Telecinco. 2015 spielte sie in der Jugendprogramm-Serie Yo Quisiera die Mutter einer Protagonistin und in der ersten Staffel von El Ministerio del Tiempo die Rolle der Lola Mendieta. Es folgten 2017 Auftritte in der Serie Secretos de estado bei Telecinco.
Im selben Jahr wurde sie für eine Hauptrolle im Musical Billy Elliot engagiert. 2020 spielte sie die Rolle der Rosa in der musikalischen Filmkomödie Explota Explota. In Los chicos del coro, der spanischen Bühnenfassung des Films Die Kinder des Monsieur Mathieu, trat sie 2022 erneut auf der Bühne des Musiktheaters auf.

### Persönliches
Natalia Millán ist Mutter einer Tochter, die 1994 geboren wurde. Als diese vier Jahre alt war, starb der Vater bei einem Verkehrsunfall.

## Auftritte
| Jahr      | Genre     | Titel                                      | Rolle                 | Regie                          |
| --------- | --------- | ------------------------------------------ | --------------------- | ------------------------------ |
| 1982      | Theater   | My Fair Lady                               | Tänzerin              | Alonso Millán                  |
| 1983      | Theater   | Mata Hari                                  |                       | Adolfo Marsillach              |
| 1984      | Theater   | Jesus Christ Superstar                     |                       | J. Azpilicueta                 |
| 1986      | Theater   | La Reina del Nilo                          |                       | A. Facio                       |
| 1989      | Theater   | Frank V                                    | Tänzerin              | M. Gas                         |
| 1990/1991 | Theater   | La pasión de Drácula                       | Molly                 | Luis Olmos                     |
| 1991      | Theater   | Hazme de la noche un cuento                | Frau in Weiß          | M. Collado                     |
| 1992      | Theater   | La gran sultana                            | Tänzerin              | Adolfo Marsillach              |
| 1992/1993 | Theater   | Al fin ... Solos                           | Mutter Amparo         | Luis Olmos                     |
| 1993      | Theater   | Fuente Ovejuna                             | Jacinta               | Adolfo Marsillach              |
| 1996/1999 | Fernsehen | El Súper. Historias de todos los días      | Julia Ponce           |                                |
| 1999      | Theater   | La última aventura                         | Sisi                  | A. Diosdado                    |
| 2000      | Fernsehen | Policías, en el corazón de la calle        | Lola Ruiz             |                                |
| 2001      | Theater   | El cementerio de automóviles               | Dila                  | Juan Carlos Pérez de la Fuente |
| 2001      | Theater   | La música                                  | Anna Marie Roche      | Jorge Eines                    |
| 2002/2003 | Fernsehen | Un Paso Adelante                           | Adela Ramos           |                                |
| 2003      | Fernsehen | Salvaje                                    | Isabel                | J. Llamas                      |
| 2003–2006 | Theater   | Cabaret                                    | Sally Bowles          | B. T. McNichol                 |
| 2004      | Kinofilm  | Nubes de verano                            | Ana                   | F. Vega                        |
| 2006      | Fernsehen | Regreso a Moria                            | Moira                 | J. Gil                         |
| 2007–2010 | Fernsehen | El Internado                               | Elsa Fernández Campos |                                |
| 2008      | Kinofilm  | Sangre de mayo                             | Anastasia             | J. L. Garci                    |
| 2011/2012 | Fernsehen | Amar en tiempos revueltos                  | Angélica Valdés       |                                |
| 2012      | Kurzfilm  | El Paraguas de Colores                     |                       | E. Cardoso                     |
| 2012      | Theater   | Anfitrión                                  | Alkmene               | Juan Carlos Pérez de la Fuente |
| 2013–2016 | Theater   | ¿Hacemos un trío? Algo más que un Cabaret… |                       | Z. Recalde                     |
| 2014/2015 | Theater   | Donde Hay Agravios No Hay Celos            | Doña Ana de Alvarado  | E. Pimenta                     |
| 2014/2015 | Fernsehen | Velvet                                     | Doña Gloria           |                                |
| 2014/2015 | Fernsehen | El Ministerio del Tiempo                   | Lola Mendieta         |                                |
| 2015/2016 | Theater   | La viuda alegre                            | Hanna Glawari         | E. Sagi                        |
| 2015/2016 | Theater   | Windermere Club                            | Señora Nadir          | G. Olivares                    |
| 2016/2017 | Theater   | La mentira                                 | Alicia                | C. Tolcachir                   |
| 2017ff    | Theater   | Billy Elliot                               | Mrs. Wilkinson        | D. Serrano                     |
| 2022ff    | Theater   | Los chicos del coro                        |                       |                                |

## Auszeichnungen (Auswahl)
| Jahr | Stück                  | Preis                                   | Auszeichnung                                  |
| ---- | ---------------------- | --------------------------------------- | --------------------------------------------- |
| 2003 | Cabaret                | Premios Telon Chivas                    | Beste Nachwuchs-Darstellerin für Musical-Tanz |
| 2005 | Nubes de Verano        | Premios Turia                           | Beste Nachwuchskünstlerin                     |
| 2008 | El Mercador de Venecia | Premios Teatro de Rojas                 | Beste Hauptdarstellerin                       |
| 2009 | El Mercador de Venecia | Premios Ercilla                         | Beste Hauptdarstellerin                       |
| 2011 | Cinco horas con Mario  | Premios Amigos del Teatro de Valladolid | Beste Hauptdarstellerin                       |
| 2018 | Billy Elliot           | Premios Teatro Musical                  | Beste Hauptdarstellerin                       |